# Francisco Lara (futbolista)
Francisco Antonio Lara Uribe (Linares, Región del Maule, Chile, 25 de enero de 1995) es un futbolista chileno que se desempeña como volante de creación y actualmente milita en Lautaro de Buin de la Segunda División Profesional de Chile.

## Trayectoria
Comienza su profesionalismo cuando en 2012 es ascendido al equipo estelar de Colo-Colo. Debuta el día 22 de julio de 2012 en la derrota del cuadro albo por 2-1 ante Cobresal en la tercera fecha del Torneo Clausura entrando en el minuto 75 por Manuel Bravo.

## Estadísticas
| Club                        | Div.             | Temporada        | Liga  | Liga  | Copas nacionales | Copas nacionales | Torneos internacionales | Torneos internacionales | Total | Total |
| Club                        | Div.             | Temporada        | Part. | Goles | Part.            | Goles            | Part.                   | Goles                   | Part. | Goles |
| --------------------------- | ---------------- | ---------------- | ----- | ----- | ---------------- | ---------------- | ----------------------- | ----------------------- | ----- | ----- |
| Colo-Colo 'B' · Chile       | 3.ª              | 2012             | 14    | 5     | —                | —                | —                       | —                       | 14    | 5     |
| Colo-Colo 'B' · Chile       | 3.ª              | 2013             | 9     | 3     | —                | —                | —                       | —                       | 9     | 3     |
| Colo-Colo 'B' · Chile       | 3.ª              | 2013-14          | 11    | 3     | —                | —                | —                       | —                       | 11    | 3     |
| Colo-Colo 'B' · Chile       | Total club       | Total club       | 34    | 11    | 0                | 0                | 0                       | 0                       | 34    | 11    |
| Colo-Colo · Chile           | 1.ª              | 2012             | 1     | 0     | —                | —                | —                       | —                       | 1     | 0     |
| Colo-Colo · Chile           | 1.ª              | 2013             | 3     | 0     | —                | —                | —                       | —                       | 3     | 0     |
| Colo-Colo · Chile           | 1.ª              | 2014-15          | —     | —     | 1                | 0                | —                       | —                       | 1     | 0     |
| Colo-Colo · Chile           | Total club       | Total club       | 4     | 0     | 1                | 0                | 0                       | 0                       | 5     | 0     |
| Deportes Santa Cruz · Chile | 3.ª              | 2015-16          | 30    | 8     | —                | —                | —                       | —                       | 30    | 8     |
| Deportes Santa Cruz · Chile | 3.ª              | 2016-17          | 31    | 19    | —                | —                | —                       | —                       | 31    | 19    |
| Deportes Santa Cruz · Chile | 3.ª              | 2017             | 2     | 1     | —                | —                | —                       | —                       | 2     | 1     |
| Deportes Santa Cruz · Chile | Total club       | Total club       | 63    | 28    | 0                | 0                | 0                       | 0                       | 63    | 28    |
| Total en carrera            | Total en carrera | Total en carrera | 101   | 39    | 1                | 0                | 0                       | 0                       | 102   | 39    |
| 1. 2.                       |                  |                  |       |       |                  |                  |                         |                         |       |       |

## Palmarés

### Campeonatos internacionales amistosos
| Título             | Equipo           | País   | Año  |
| ------------------ | ---------------- | ------ | ---- |
| Torneo de Gradisca | Colo-Colo Sub-17 | Italia | 2012 |

### Distinciones individuales
| Distinción                                     | Año     |
| ---------------------------------------------- | ------- |
| Máximo goleador de la Segunda División Chilena | 2016-17 |